# PRRX2
PRRX2‏ (Paired related homeobox 2) هوَ بروتين يُشَفر بواسطة جين PRRX2 في الإنسان.